# ایلمالیا
ایلمالیا (انگلیسی: Ilmalya) یک شهرک در شهرستان زیانچورینسکی استان باشقیرستان کشور روسیه است.